# Гельмут Кандціор
Гельмут Кандціор (нім. Helmut Kandzior; 25 вересня 1919, Круммгюбель — 22 серпня 1944, Атлантичний океан) — німецький офіцер-підводник, оберлейтенант-цур-зее крігсмаріне.

## Біографія
1 жовтня 1938 року вступив на флот. З 25 серпня 1941 року — 2-й вахтовий офіцер на підводному човні U-333. 6-9 жовтня 1942 року виконував обов'язки командира човна, оскільки командир капітан-лейтенант Петер-Еріх Кремер і 1-й вахтовий офіцер були поранені під час атаки британського корвета «Крокус». З жовтня 1942 року — 1-й вахтовий офіцер на U-333. В лютому-квітні 1943 року пройшов курс командира човна. З 15 травня 1943 року — командир U-743. 18 серпня 1944 року вийшов у свій перший і останній похід. 22 серпня U-743 і всі 50 членів екіпажу зникли безвісти.

## Звання
- Кандидат в офіцери (1 жовтня 1938)
- Морський кадет (1 липня 1939)
- Фенріх-цур-зее (1 грудня 1939)
- Оберфенріх-цур-зее (1 серпня 1940)
- Лейтенант-цур-зее (1 квітня 1941)
- Оберлейтенант-цур-зее (1 січня 1943)

## Нагороди
- Нагрудний знак мінних тральщиків
- Залізний хрест 2-го і 1-го класу
- Нагрудний знак підводника